# 邵江海
邵江海（1913年—1980年），歌仔戲劇作家、演員、導演、琴師、樂器工藝家，薌劇奠基人。
祖籍中國福建省南部（閩南）漳州府龍海縣（現漳州龍海市），在廈門市出生（1說1914年生），家裡賣油條、鯊魚肉等食物。
師承台灣溫紅塗等先生學習歌仔戲音樂藝術。
1938年起，漳州地區國民黨執政當局查禁台灣歌仔戲、台灣歌仔音樂、台灣樂器（殼仔弦、大廣弦、台灣月琴、台灣笛），邵江海與師兄弟林文祥等合作，做了許多改革，發明六角弦這種新的胡琴類樂器代替殼仔弦和大廣弦，以皮面三弦代替台灣月琴，洞簫代替台灣笛，成為新的伴奏組合，（六角弦、三弦、簫）有人稱為3大件，殼仔弦、大廣弦、台灣月琴、台灣笛則有4大件的稱號，並發展出以雜碎仔調（后流傳到台灣，被稱為都馬調，非常風行）為主的系列改良調和演唱改良調的改良戲。
著有《李妙惠》（又名《盧夢仙》）、《白扇記》等歌仔戲劇本多部。
中華人民共和國成立后，1958年起在漳州藝術學校教歌仔戲（1953年起改名薌劇），培養出鄭秀琴（獲評中國國家1級演員職稱）、吳茲明（獲評中國國家1級導演職稱）等學生。
陳彬 (歌仔戲)（獲評中國國家1級作曲職稱）和陳松民（漳州藝術學校副校長）跟他學習歌仔戲音樂藝術。
1960年作為中華人民共和國全國第3次文學藝術代表大會代表在北京得到毛澤東、周恩來、劉少奇、鄧小平接見。
1966年文化大革命開始后，他受到迫害，1978年落實政策，回藝術學校教書，1980年去世。
1997年，中國北京《光明日報》出版社出版廈門市台灣藝術研究所編寫的《一代宗師邵江海》專書，紀念和表彰他的藝術成就。
21世紀，廈門市歌仔戲劇團排演以他的生平為題材的歌仔戲現代戲《邵江海》。